# Sumă
În matematică, mai exact în algebră, suma este rezultatul adunării unor termeni..

## Simbolul sumei
Pentru a nu scrie suma unui șir în care toți termenii se pot scrie în funcție de un număr întreg, i, s-a folosit litera sigma mare din alfabetul grec, {\displaystyle \textstyle \sum }. Formele simbolului sumei sunt:
{\displaystyle \sum _{i=1}^{n}\quad } având semnificația de suma tuturor termenilor până la i = n,
{\displaystyle \sum _{i}\quad } având semnificația de suma tuturor termenilor.

### Exemple
Fie șirul ai = 3, 5, 7, 9.
{\displaystyle \sum _{i=1}^{3}=3+5+7=15,}
{\displaystyle \sum _{i}=3+5+7+9=24.}